# Francis Xavier Mugadzi
Francis Xavier Mugadzi (* 20. Februar 1931 in Gokomere; † 6. Februar 2004) war Bischof von Gweru.

## Leben
Francis Xavier Mugadzi empfing am 12. Dezember 1964 die Priesterweihe.
Papst Johannes Paul II. ernannte ihn am 25. Oktober 1988 zum Bischof von Gweru. Der Altbischof von Gweru, Aloysius Haene SMB, spendete ihm am 14. Januar des nächsten Jahres die Bischofsweihe; Mitkonsekratoren waren Patrick Coveney, Apostolischer Pro-Nuntius in Simbabwe, und Patrick Fani Chakaipa, Erzbischof von Harare.